# Кров за кров (фільм, 1991)
«Кров за кров» — радянський художній фільм 1991 року, детективний бойовик режисера Юрія Колчєєва.

## Сюжет
Січень 1991 року. Важкий час перед розпадом СРСР. Сюжет фільму заснований на реальній кримінальній справі, коли кілька років тому зграя злочинців вбивала видатних воєначальників з метою крадіжки їх бойових нагород.
Вчинено вбивство відставного генерала, а його квартира пограбована. Майор міліції Таганцев виходить на навідників бандитів. Але злодію-рецидивісту на прізвисько Вальок вдається переграти сищика. Групі Таганцева доведеться грунтовно попрацювати, щоб зловити рецидивіста в Ялті…
Фоном до фільму є події зими 1991 року: введення військ в бунтівні Литву і Латвію, черги за продуктами, мітинги та демонстрації на вулицях Москви, павловська реформа, військова операція в Перській затоці.

## У ролях
- Олександр Фатюшин —  майор міліції Андрій Сергійович Таганцев
- Ірина Алфьорова —  Олена Григорівна Ваніна
- Борис Галкін —  Вальок, «Соболь», він же Валентин Степанович Сомов, рецидивіст
- Михайло Глузський —  Олексій Захарович Гріднєв, відставний генерал-лейтенант, фронтовик
- Любов Соколова —  Пелагея Миколаївна Гріднєва, його дружина
- Микола Кочегаров —  Ігор Васильович Пєвцов
- Борис Новиков —  Сафін, маклер
- Віра Альховська —  мати Таганцева
- Олена Катишева —  Зіна
- Артем Камінський —  Гена
- Олександр Домогаров —  Бубусь
- Андрій Гриневич —  Долгушин
- Ігор Міркурбанов —  Нарік Міносян
- Олександр Мовчан —  Павло Харитонович Железняков
- Вадим Померанцев —  слідчий Олексій Кулагін
- Кирило Столяров —  Афанасьєв
- Сергій Сілкін —  лікар
- Валерій Хлевинський —  епізод
- Олександр Іншаков —  епізод
- Галина Коньшина —  епізод
- Валентин Брилєєв —  власник «Запорожця»

## Знімальна група
- Автор сценарію:  Артур Макаров
- Режисер: Юрій Колчєєв
- Оператор: Григорій Бєлєнький
- Композитор:  Володимир Рубін
- Художник: Вадим Кислих
- Продюсер: Борис Бальчінос